# بارونه کاناوزه
بارونه کاناوزه (به ایتالیایی: Barone Canavese) یک کومونه در ایتالیا است که در استان تورین واقع شده‌است.

## خصوصیات
بارونه کاناوزه ۴٫۰ کیلومترمربع مساحت و ۵۸۸ نفر جمعیت دارد.

## نگارخانه

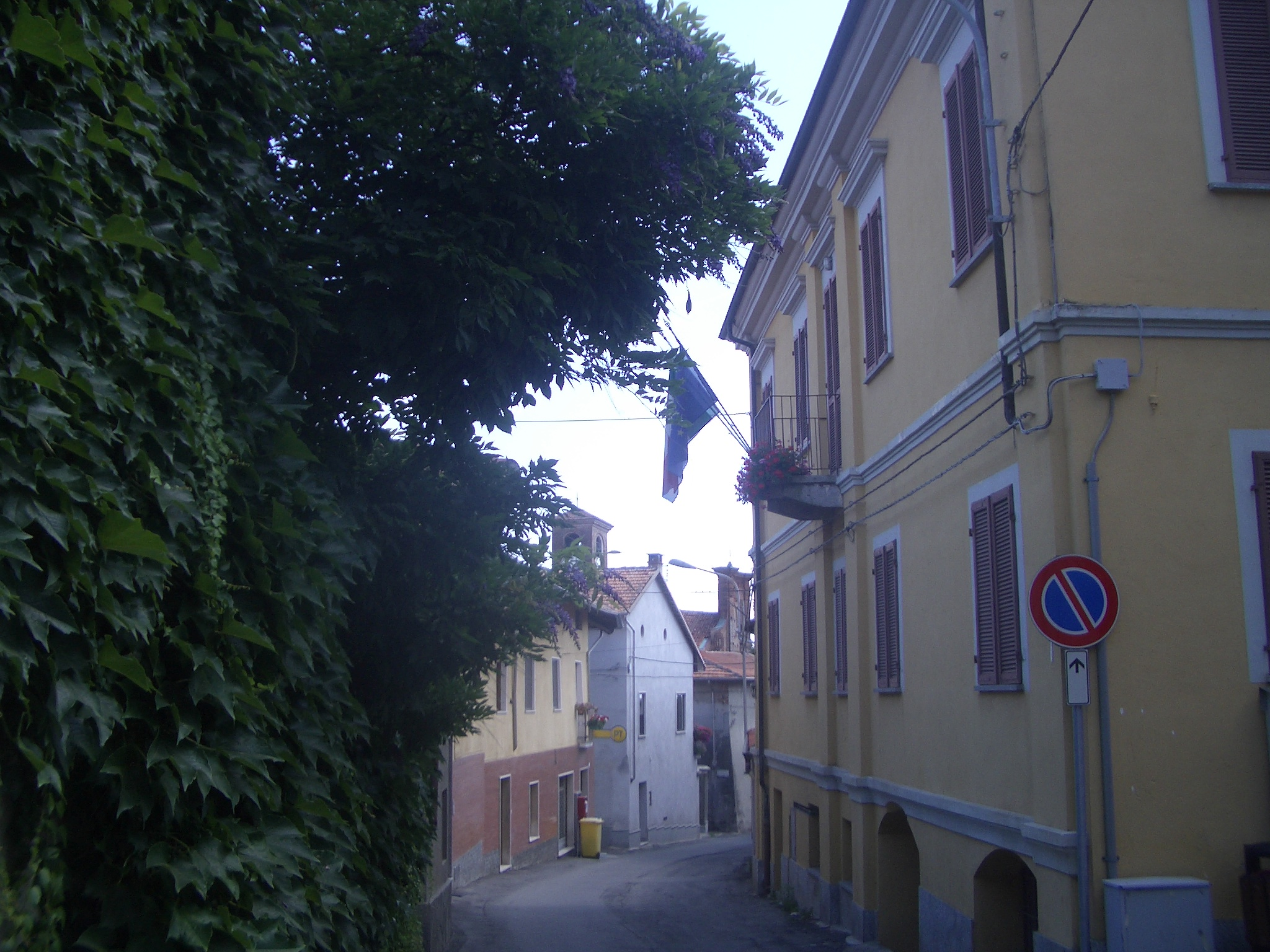